# Молодіжна збірна Шрі-Ланки з футболу
Молодіжна збірна Шрі-Ланки з футболу (англ. Sri Lanka national under-20 football team) — команда, яка представляє Шрі-Ланку на юнацьких футбольних турнірах. Історія цієї команди розпочинається ще з 1960-х років. Команда жодного разу не брала участь у чемпіонатах світу U-20. У 1967 році ланкійці вийшли до 1/4 фіналу Юнацького (U-19) кубку Азії.

## Історія
Футбольна команда Шрі-Ланки U-20 має тривалу історію, починаючи з кінця 1960-х років. Команда Шрі-Ланки U-20 була учасницею першого юнацького чемпіонату АФК. У 1967 році ланкійці вийшли до 1/4 фіналу Юнацького (U-19) кубку Азії.

## Статистика виступів

### Чемпіонат світу U-20
| Статистика молодіжних чемпіонатів світу | Статистика молодіжних чемпіонатів світу | Статистика молодіжних чемпіонатів світу | Статистика молодіжних чемпіонатів світу | Статистика молодіжних чемпіонатів світу | Статистика молодіжних чемпіонатів світу | Статистика молодіжних чемпіонатів світу | Статистика молодіжних чемпіонатів світу | Статистика молодіжних чемпіонатів світу |
| Рік                                     | Результат                               | Місце                                   | І                                       | В                                       | Н                                       | П                                       | Г+                                      | Г-                                      |
| --------------------------------------- | --------------------------------------- | --------------------------------------- | --------------------------------------- | --------------------------------------- | --------------------------------------- | --------------------------------------- | --------------------------------------- | --------------------------------------- |
| 1977 — 2007                             | не кваліфікувалася                      | не кваліфікувалася                      | не кваліфікувалася                      | не кваліфікувалася                      | не кваліфікувалася                      | не кваліфікувалася                      | не кваліфікувалася                      | не кваліфікувалася                      |
| 2009 — 2015                             | не брала участі                         | не брала участі                         | не брала участі                         | не брала участі                         | не брала участі                         | не брала участі                         | не брала участі                         | не брала участі                         |
| 2017 — 2025                             | не кваліфікувалася                      | не кваліфікувалася                      | не кваліфікувалася                      | не кваліфікувалася                      | не кваліфікувалася                      | не кваліфікувалася                      | не кваліфікувалася                      | не кваліфікувалася                      |
| Загалом                                 | 0/24                                    | -                                       | -                                       | -                                       | -                                       | -                                       | -                                       | -                                       |

### Юнацький (U-19) кубок Азії
| Фінальна ч. Кубку | Фінальна ч. Кубку  | Фінальна ч. Кубку  | Фінальна ч. Кубку  | Фінальна ч. Кубку  | Фінальна ч. Кубку  | Фінальна ч. Кубку  | Фінальна ч. Кубку  | Фінальна ч. Кубку  |                          | Кваліфікація Кубку       | Кваліфікація Кубку       | Кваліфікація Кубку       | Кваліфікація Кубку       | Кваліфікація Кубку       | Кваліфікація Кубку |
| Господарі/Рік     | Результат          | Иісце              | Іг                 | В                  | Н                  | П                  | ЗМ                 | ПМ                 | Іг                       | В                        | Н*                       | П                        | ЗМ                       | ПМ                       |                    |
| ----------------- | ------------------ | ------------------ | ------------------ | ------------------ | ------------------ | ------------------ | ------------------ | ------------------ | ------------------------ | ------------------------ | ------------------------ | ------------------------ | ------------------------ | ------------------------ | ------------------ |
| 1959              |                    |                    | 5                  | 1                  | 0                  | 4                  | 10                 | 33                 |                          |                          |                          |                          |                          |                          |                    |
| 1960              | не пройшла         | не пройшла         | не пройшла         | не пройшла         | не пройшла         | не пройшла         | не пройшла         | не пройшла         | не пройшла               | не пройшла               | не пройшла               | не пройшла               | не пройшла               | не пройшла               |                    |
| 1961              | Груповий етап      | 7/10               | 4                  | 1                  | 0                  | 3                  | 9                  | 13                 | не бралу участь у кв. р. | не бралу участь у кв. р. | не бралу участь у кв. р. | не бралу участь у кв. р. | не бралу участь у кв. р. | не бралу участь у кв. р. |                    |
| 1962              | не пройшла         | не пройшла         | не пройшла         | не пройшла         | не пройшла         | не пройшла         | не пройшла         | не пройшла         | не пройшла               | не пройшла               | не пройшла               | не пройшла               | не пройшла               | не пройшла               |                    |
| 1963              | Груповий етап      | 11/12              | 5                  | 0                  | 0                  | 5                  | 3                  | 18                 | не бралу участь у кв. р. | не бралу участь у кв. р. | не бралу участь у кв. р. | не бралу участь у кв. р. | не бралу участь у кв. р. | не бралу участь у кв. р. |                    |
| 1964 — 1965       | не пройшла         | не пройшла         | не пройшла         | не пройшла         | не пройшла         | не пройшла         | не пройшла         | не пройшла         | не бралу участь у кв. р. | не бралу участь у кв. р. | не бралу участь у кв. р. | не бралу участь у кв. р. | не бралу участь у кв. р. | не бралу участь у кв. р. |                    |
| 1966              | Груповий етап      | 9/12               | 3                  | 1                  | 0                  | 2                  | 4                  | 9                  | не бралу участь у кв. р. | не бралу участь у кв. р. | не бралу участь у кв. р. | не бралу участь у кв. р. | не бралу участь у кв. р. | не бралу участь у кв. р. |                    |
| 1967              | 1/4 фіналу         | 8/14               | 3                  | 1                  | 0                  | 2                  | 3                  | 12                 | не бралу участь у кв. р. | не бралу участь у кв. р. | не бралу участь у кв. р. | не бралу участь у кв. р. | не бралу участь у кв. р. | не бралу участь у кв. р. |                    |
| 1968              | не пройшла         | не пройшла         | не пройшла         | не пройшла         | не пройшла         | не пройшла         | не пройшла         | не пройшла         | не бралу участь у кв. р. | не бралу участь у кв. р. | не бралу участь у кв. р. | не бралу участь у кв. р. | не бралу участь у кв. р. | не бралу участь у кв. р. |                    |
| 1969              | Груповий етап      | 12/15              | 3                  | 0                  | 2                  | 1                  | 2                  | 5                  | не бралу участь у кв. р. | не бралу участь у кв. р. | не бралу участь у кв. р. | не бралу участь у кв. р. | не бралу участь у кв. р. | не бралу участь у кв. р. |                    |
| 1970              |                    |                    | 3                  | 0                  | 0                  | 3                  | 1                  | 12                 | не бралу участь у кв. р. | не бралу участь у кв. р. | не бралу участь у кв. р. | не бралу участь у кв. р. | не бралу участь у кв. р. | не бралу участь у кв. р. |                    |
| 1962 — 1975       | не пройшла         | не пройшла         | не пройшла         | не пройшла         | не пройшла         | не пройшла         | не пройшла         | не пройшла         | не бралу участь у кв. р. | не бралу участь у кв. р. | не бралу участь у кв. р. | не бралу участь у кв. р. | не бралу участь у кв. р. | не бралу участь у кв. р. |                    |
| 1976              | Груповий етап      | 16/16              | 3                  | 0                  | 0                  | 3                  | 1                  | 13                 | не бралу участь у кв. р. | не бралу участь у кв. р. | не бралу участь у кв. р. | не бралу участь у кв. р. | не бралу участь у кв. р. | не бралу участь у кв. р. |                    |
| 1977              | не пройшла         | не пройшла         | не пройшла         | не пройшла         | не пройшла         | не пройшла         | не пройшла         | не пройшла         | не бралу участь у кв. р. | не бралу участь у кв. р. | не бралу участь у кв. р. | не бралу участь у кв. р. | не бралу участь у кв. р. | не бралу участь у кв. р. |                    |
| 1978              | Груповий етап      | 18/18              | 4                  | 0                  | 0                  | 4                  | 1                  | 19                 | не бралу участь у кв. р. | не бралу участь у кв. р. | не бралу участь у кв. р. | не бралу участь у кв. р. | не бралу участь у кв. р. | не бралу участь у кв. р. |                    |
| 1980 — 1985       | не кваліфікувалася | не кваліфікувалася | не кваліфікувалася | не кваліфікувалася | не кваліфікувалася | не кваліфікувалася | не кваліфікувалася | не кваліфікувалася | не бралу участь у кв. р. | не бралу участь у кв. р. | не бралу участь у кв. р. | не бралу участь у кв. р. | не бралу участь у кв. р. | не бралу участь у кв. р. |                    |
| 1986              | Груповий етап      | 8/8                | 3                  | 0                  | 0                  | 3                  | 0                  | 18                 | не бралу участь у кв. р. | не бралу участь у кв. р. | не бралу участь у кв. р. | не бралу участь у кв. р. | не бралу участь у кв. р. | не бралу участь у кв. р. |                    |
| 1988 — 2004       | не кваліфікувалася | не кваліфікувалася | не кваліфікувалася | не кваліфікувалася | не кваліфікувалася | не кваліфікувалася | не кваліфікувалася | не кваліфікувалася |                          |                          |                          |                          |                          |                          |                    |
| 2006              | не кваліфікувалася | не кваліфікувалася | не кваліфікувалася | не кваліфікувалася | не кваліфікувалася | не кваліфікувалася | не кваліфікувалася | не кваліфікувалася | 2                        | 1                        | 0                        | 1                        | 2                        | 5                        |                    |
| 2008              | не пройшла         | не пройшла         | не пройшла         | не пройшла         | не пройшла         | не пройшла         | не пройшла         | не пройшла         | не пройшла               | не пройшла               | не пройшла               | не пройшла               | не пройшла               | не пройшла               |                    |
| 2010              | не кваліфікувався  | не кваліфікувався  | не кваліфікувався  | не кваліфікувався  | не кваліфікувався  | не кваліфікувався  | не кваліфікувався  | не кваліфікувався  | 4                        | 0                        | 0                        | 4                        | 0                        | 19                       |                    |
| 2012 — 2014       | не пройшла         | не пройшла         | не пройшла         | не пройшла         | не пройшла         | не пройшла         | не пройшла         | не пройшла         | не пройшла               | не пройшла               | не пройшла               | не пройшла               | не пройшла               | не пройшла               |                    |
| 2016              | не кваліфікувалася | не кваліфікувалася | не кваліфікувалася | не кваліфікувалася | не кваліфікувалася | не кваліфікувалася | не кваліфікувалася | не кваліфікувалася | 2                        | 0                        | 0                        | 2                        | 0                        | 5                        |                    |
| Загалом           | Груповий етап      | 1/4 фіналу         | 36                 | 4                  | 2                  | 30                 | 34                 | 152                | 13                       | 2                        | 0                        | 11                       | 14                       | 60                       |                    |